# She (Green Day)
She è un singolo del gruppo punk rock Green Day, estratto dall'album Dookie, e pubblicato nel 1995 dalla casa discografica Reprise Records.
È uno dei pochi singoli del gruppo che non hanno un videoclip.

## Altre apparizioni
- La canzone è anche un B-side di When I Come Around e di Waiting.
- Una versione live si trova in Bowling Bowling Bowling Parking Parking.
- Il brano si trova anche nella raccolta International Superhits!.
- Il brano si trova anche nell'album live Awesome as Fuck.

## Tracce
1. She - 2.14

## Formazione
- Billie Joe Armstrong - voce e chitarra
- Mike Dirnt - basso e voce
- Tré Cool - batteria

## Classifiche
| Classifica (1995)             | Posizione massima |
| ----------------------------- | ----------------- |
| Stati Uniti (alternative)     | 5                 |
| Stati Uniti (mainstream rock) | 18                |